# جورج د. إدواردز
جورج د. إدواردز (بالإنجليزية: George D. Edwards)‏ هو مهندس أمريكي، ولد في 1890، وتوفي في 1974.